# Майский переворот (Польша)
Майский переворот в Польше (пол. Przewrót majowy — Майский переворот или zamach majowy — Майское посягательство) — военный переворот в Польше в мае 1926 года.
Переворот произошёл 12—14 мая под руководством Юзефа Пилсудского, который фактически установил военную диктатуру до 1935 года, хотя официально он занимал министерские должности. Данный военный переворот ознаменовал собой начало периода довольно радикальных государственных реформ, которые протекали на фоне непрерывных конфликтов с Германией и СССР.

## История
17 марта 1921 года учредительным сеймом была принята конституция, утвердившая республиканский строй. Был установлен двухпалатный парламент — Национальное собрание, в составе сейма и сената, избиравшийся сроком на 5 лет всеобщим, равным и тайным пропорциональным голосованием.
В 1922 году Юзеф Пилсудский на четыре года отошёл от активной политической деятельности, но к маю 1926 года он воспользовался преданными ему военными частями. Пилсудского поддержала также социалистическая Рабочая милиция Варшавы.
Бои за Варшаву, которую защищали тогдашние президент Станислав Войцеховский и премьер Винценты Витос, продлились три дня. В ходе боёв погибло 215 военных и 164 гражданских лица, около 1 000 человек получили ранения.
Ю. Пилсудский взял власть в свои руки и провозгласил политику «санации» (так называемого оздоровления государства). Новый сейм избрал Пилсудского на должность президента, от которой он отказался. По предложению Юзефа президентом стал профессор Игнацы Мосьцицкий, премьером Александр Скшиньский. В истории Польши начался период «правления полковников», так как окружение Пилсудского состояло в основном из действующих офицеров или ветеранов Польской армии.
После государственного переворота в Польше был установлен авторитарный санационный режим во главе с Ю. Пилсудским и его приближёнными, сводящий на нет основные принципы, лежавшие в основе Польской конституции.
В целом режим Пилсудского и поддерживавшего его в парламенте Беспартийного блока сотрудничества с правительством носил правоцентристский, консервативно-патерналистский характер, направленный на восстановление моральных ценностей общества авторитарными методами (что сближало его с режимом Хорти в Венгрии, режимом Салазара в Португалии или режимом Метаксаса в Греции). На исходе своего правления, в апреле 1935 года, правительство Пилсудского обеспечило принятие так называемой апрельской Конституции, которой пользовалось Польское правительство в изгнании в годы Второй мировой войны.

## Поддержка Пилсудского Великобританией
Английская пресса вплоть до 19 мая ограничивалась изложением хода событий в Польше. Когда стало ясно, что переворот удался, варшавский корреспондент «Манчестер Гардиан» утверждал, что «Пилсудский расчистил путь для установления в Польше режима подлинной демократии, хотя и действовал недемократическими способами».  Близкая к британскому МИДу «Дейли Телеграф» написала: «Поддержка Пилсудского широкими слоями польского населения поможет ему в проведении земельной реформы и оздоровлении экономики». «Таймс» утверждала: «Сопротивление новому правительству не может принести ничего хорошего... Пилсудский является тем человеком, который сумеет вывести свою страну из настоящего тяжёлого положения». Таким образом британские власти проявили поддержку Пилсудскому. Его приход усилил влияние на Польшу политики Великобритании, а от союза с Францией страна начала отдаляться, считая его бесполезным.
Форин офис 17 мая указывал: «Мы должны занять благосклонную позицию по отношению к новой Польше, к которой мы так несправедливо относились с 1919 по 1923 г., занимая пронемецкую, прочешскую, пророссийскую и даже пролитовскую, но не пропольскую сторону». Британские дипломаты надеялись на Пилсудского в деле нормализации польско-германских отношений и возвращения Германии в семью великих держав после реформирования Версальской системы в результате переговоров в Локарно. Одиннадцатого июня 1926 г. британский посол в Польше В. Макс-Мюллер указал в беседе с А. Залесским на «необходимость установления дружественных отношений Польши с великим западным соседом», увязав это с развитием польско-британских отношений. А. Залесский согласился.
Заключение советско-германского договора «О дружбе и нейтралитете» в апреле 1926 г. после неудачи мартовской (1926 г.) сессии Лиги Наций и то, что Франция утеряла свой вес в Европе и более не могла быть гарантом сохранения государственного суверенитета Польши, мотивировало Польшу искать защиты у Великобритании.